# Elvis i full rulle
Elvis i full rulle (Clambake) är en romantisk komedi från 1967 med Elvis Presley i huvudrollen.

## Bakgrund
År 1967 hade Elvis Presley börjat tröttna på filmindustrin, eftersom många av hans filmer följde samma mönster och saknade variation. Filmen, som hans manager Tom Parker hade ordnat åt honom, var inget undantag. I filmen Clambake skulle han återigen spela mot Shelley Fabares, som han tidigare spelat mot i filmen Girl Happy. Missnöjet med situationen ledde till att Elvis anlände sent till inspelningen och uppfattades som trött och oengagerad av filmteamet. Inspelningarna försenades ytterligare efter att Elvis hade halkat i sitt badrum och slagit i huvudet.

## Filmens handling
Filmen handlar om en ung man vars far är oljemiljonär. Sonen, spelad av Elvis Presley, vill inte leva på sin fars förmögenhet och bestämmer sig därför för att rymma. Vid en bensinmack, som fadern äger, möter han en man som fascineras av hans bil. De två beslutar sig för att byta roller. Elvis rollfigur tar sedan över den andres jobb och möter en ung kvinna som är på jakt efter en förmögen man. Han blir förälskad i henne. Han bygger om en båt med vilken han ställer upp i en tävling och lyckas slutligen vinna både tävlingen och den unga kvinnans hjärta.

## Annat om filmen
Filmen spelades in på filmbolaget United Artists.
Klippningen gjordes av Tom (Tommy) Rolf, son till den svenske revyartisten Ernst Rolf.